# Karl Gottlieb Lange

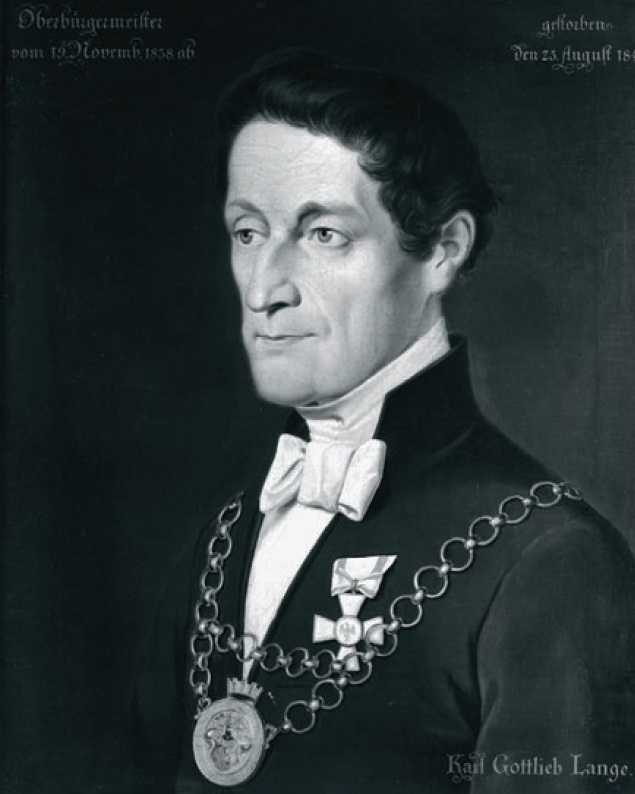
Karl Gottlieb Lange

Karl Gottlieb Lange (* 12. Oktober 1780 in Breslau; † 23. August 1842 ebenda) war ein deutscher Kommunalpolitiker und Oberbürgermeister der Stadt Breslau.

## Leben und Wirken
Karl Gottlieb Lange besuchte das Elisabet-Gymnasium seiner Heimatstadt und studierte dann Rechtswissenschaften in Halle. In den Unterlagen des Magistrats erscheint er 1812 als Gelehrter Stadtrat und ab 1814 als Syndikus. Nach der Nominierung von Menzel zum Oberbürgermeister wurde Lange zum Bürgermeister ernannt. Nach dem Tod Menzels im Jahr 1838 folgte ihm Lange in das Amt des Oberbürgermeisters.
Am 15. Oktober 1840 reiste Lange als Leiter der Breslauer Delegation zu den Huldigungsfeierlichkeiten während der Krönung des neuen Königs Friedrich Wilhelm IV. Er versuchte dabei auf die oppositionelle Stimmung in der Bürgerschaft hinzuweisen, stieß jedoch beim König auf Unwillen. Erst nach dem Besuch des Königspaares in Breslau am 14. August 1841 besserte sich die Einstellung des Monarchen zum Breslauer Magistrat wieder.
Während Langes Amtszeit wurde das Breslauer Stadttheater erbaut. Die wichtigste Neuerung war aber die Eröffnung der Eisenbahnlinie Breslau-Ohlau am 23. August 1842. Wenige Wochen später starb Lange und wurde auf dem Großen Friedhof in Breslau beerdigt.
Karl Gottlieb Lange wurde mit dem Roten Adlerorden ausgezeichnet.